# Spitalfields
Spitalfields ist ein Stadtteil im östlichen Londoner Stadtbezirk London Borough of Tower Hamlets. In der Nähe befinden sich der Fernbahnhof Liverpool Street Station und die Brick Lane, die der Standort des von Einwanderern aus Bangladesch geprägten Sonntagsmarktes Brick Lane Market ist. Der Name des Stadtteils geht auf eine Zusammenziehung von hospital fields (deutsch „Spitalfelder“) zurück. 1197 war dort eine Abtei mit dem Krankenhaus St. Mary’s Spital gegründet worden. Seit dem 17. Jahrhundert gab es den traditionsreichen Obst- und Gemüsemarkt Old Spitalfields Market, der 1991 als New Spitalfields Market nach Leyton im Stadtbezirk Waltham Forest verlagert wurde. Aufgrund von Protesten der Bevölkerung wurde jedoch dieser historische Markt an einem Teil der alten Stätte erfolgreich wiederbelebt und zieht sonntags 20.000 Besucher an. Spitalfields ist heute u. a. bekannt als Marktplatz für biologisch erzeugte Lebensmittel.
Spitalfields ist auch für seine Kunstszene berühmt. 1901 wurde die Whitechapel Art Gallery mit öffentlichen Mitteln errichtet, „to bring great art to the people of the East End of London“ (deutsch „um den Leuten im East End Londons große Kunst zu bringen“). Das Gebäude wurde von Charles Harrison Townsend im Jugendstil der englischen Arts and Crafts-Bewegung errichtet. Ausstellungen in der Whitechapel Gallery genossen seit jeher internationales Ansehen und brachten z. B. ab Ende der 1950er Jahre die Pop Art ins Gespräch. Spitalfields ist seit dem frühen 20. Jahrhundert ein bevorzugter Wohnort für Künstler. Heute leben dort u. a. die Körperkünstler Gilbert Prousch und George Passmore (siehe Gilbert & George) sowie der Performance-Künstler Stuart Brisley.
Im Jahr 1612 gründeten englische Glaubensflüchtlinge, die nach mehrjährigem Asylaufenthalt in den Niederlanden nach England zurückgekehrt waren, in Spitalfields unter der Leitung von Thomas Helwys die erste britische Baptistengemeinde.
Der Stadtteil gehörte im 19. Jahrhundert zu den Elendsvierteln des Londoner East End. Zwei der Opfer Jack the Rippers wurden in Spitalfields aufgefunden. Am 8. September 1888 wurde die Leiche Annie Chapmans in der Nähe eines Türeingangs der Hanbury Street entdeckt und am 9. November 1888 die getötete Mary Jane Kelly in ihrer Wohnung nahe der damaligen Dorset Street.